# Polistes sikorae
Polistes sikorae är en getingart som beskrevs av Henri Saussure 1900. Polistes sikorae ingår i släktet pappersgetingar, och familjen getingar. Inga underarter finns listade i Catalogue of Life.